# Donatussee
Der Donatussee ist ein See im Stadtgebiet von Brühl im Rhein-Erft-Kreis. Er liegt in der Ville östlich des Erftstädter Stadtteils Liblar. Es handelt sich um einen Restsee des ehemaligen Braunkohletagebaus Grube Donatus, die wiederum nach Sankt Donatus benannt war.

## Entstehung

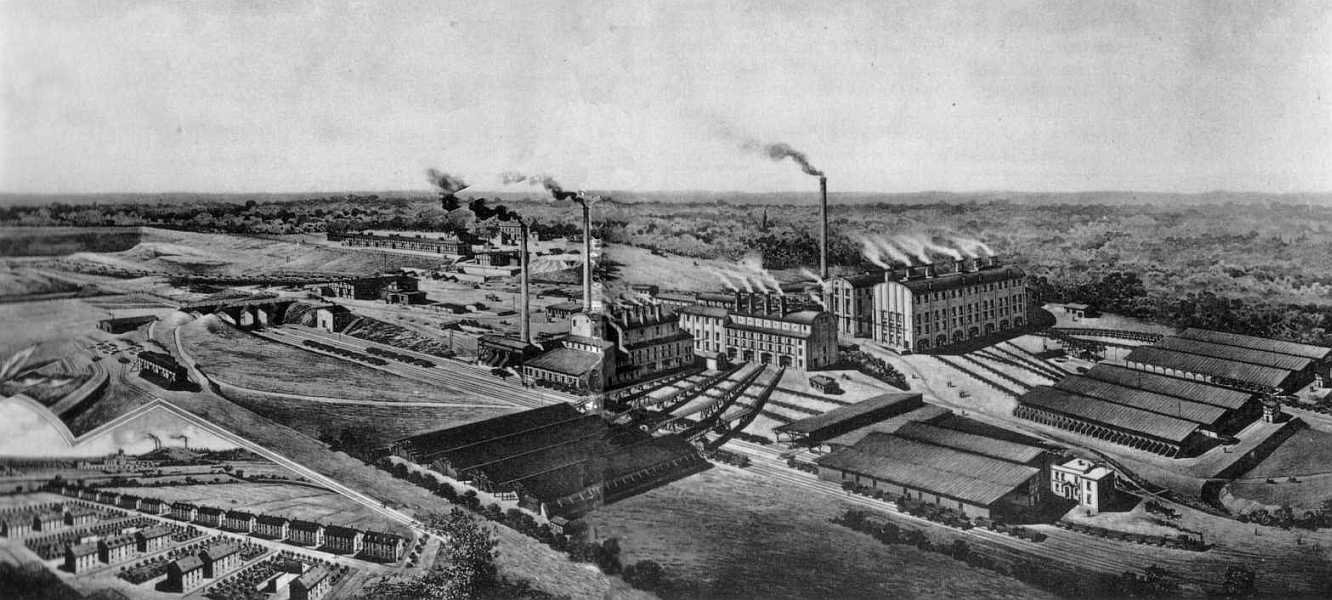
Die Brikettfabrik Donatus (um 1897). Links oben im Bild der Tagebau, aus dem später der See entstand.

Der See entstand aus dem Restloch des ausgekohlten Braunkohle-Tagebaus Grube Donatus. Hier wurde von 1889 bis 1948 Braunkohle abgebaut. Am westlichen Rand der Grube stand die große Brikettfabrik Donatus.
Nach Beendigung des Kohleabbaus in der Region und Einstellung der Wasserhaltung füllte sich das Restloch ab 1960 langsam mit Grundwasser. Die Brikettfabrik wurde vollständig abgerissen.

## Nachfolgenutzung

### Landschaftsschutz- und Naherholungsgebiet
Der Donatussee gehört zum Gebiet der Villeseen im Naturpark Rheinland. Im Umkreis von wenigen hundert Metern liegen einige weitere Seen: im Norden Ober-, Mittel- und Untersee, im Osten das Villenhofer Maar, im Süden der Zwillingssee. Mit seiner Tiefe von 15 Meter ist der Donatussee der tiefste der Villeseen.
Der See steht selbst unter Landschaftsschutz. Hier sind ganzjährig geschützte Laichzonen für Lurche sowie Schutz- und Ruhezonen für andere Tiere eingerichtet, die nicht betreten werden dürfen. Die steilen Uferbänke sind durch einen Schilfgürtel bedeckt. Baden und Wassersport ist verboten, Angeln nur mit Erlaubnisschein des Anglervereins, der den See gepachtet hat.
Die Umgebung des Sees wird von Spaziergängern, Wanderern, Joggern und Radfahrern zur Erholung genutzt. Der See ist eine Station auf der Radwandertour „10 Seen sehen“ der Stadt Brühl.
Seit 2004 findet jährlich ein Volkslauf „Rund um den Donatussee“  statt.

### Kunst
Ab 1998 nahm der Künstler Klaus Osterwald im Donatussee mit Unterwassermikrophonen Geräusche auf und schuf hieraus eine Reihe von Klangkunstwerken unter dem Namen Donatus subaqua – Klangexpeditionen im Donatussee, die in Rundfunk (WDR, swr, hr) und verschiedenen Ausstellungen vorgeführt wurden.